# 6778 Тосамакото
6778 Тосамакото (6778 Tosamakoto) — астероїд головного поясу, відкритий 4 жовтня 1989 року.
Тіссеранів параметр щодо Юпітера — 3,307.
Названо на честь Тоси Макото (яп. とさ・まこと(土佐誠) тоса макото).